# Aplidium loricatum
Aplidium loricatum is een zakpijpensoort uit de familie van de Polyclinidae. De wetenschappelijke naam van de soort is voor het eerst geldig gepubliceerd in 1938 door Harant & Vernières.